# Alessandro Bianco
Alessandro Bianco, né le 1er octobre 2002 à Turin en Italie, est un footballeur italien, qui évolue au poste de milieu central à l'AC Monza, en prêt de l'ACF Fiorentina.

## Biographie

### En club
Né à Turin en Italie, Alessandro Bianco se passionne d'abord pour le cyclisme avant de s'intéresser au football. Il commence à l'âge de sept ans dans le petit club de Orbassano Gabetto où il ne reste qu'un an, puisqu'il est repéré par le Torino FC qu'il rejoint afin d'intégrer le centre de formation, où il joue pendant plusieurs années. Il ne signe toutefois pas de contrat jeune et rejoint le Chisola Calcio, un club amateur basé à Vinovo dans la province de Turin. Il s'illustre avec cette équipe en remportant notamment le championnat régional. En mai 2018 il fait un essai à l'ACF Fiorentina de trois jours qui débouche sur un prêt d'une saison, et à l'issue de celle-ci il rejoint définitivement la Viola pour y poursuivre sa formation.
C'est avec la Fiorentina qu'il fait ses débuts en professionnel. Intégré à l'équipe première durant la préparation estivale 2021, il joue son premier match officiel le 13 août 2021, lors d'une rencontre de coupe d'Italie face au Cosenza Calcio. Il entre en jeu à la place d'Erick Pulgar et son équipe s'impose par quatre buts à zéro.
Le 13 juillet 2023, Alessandro Bianco est prêté pour une saison à l'AC Reggiana, club évoluant alors en Serie B.
Bianco inscrit son premier but en professionnel avec ce club, le 23 décembre 2023, lors d'une rencontre de championnat face au FC Südtirol. Titularisé, il ouvre le score au bout de deux minutes de jeu, et participe à la victoire de son équipe par trois buts à deux,,.
Le 30 août 2024, Bianco est de nouveau prêté pour une saison, cette fois à l'AC Monza, club de première division,. Il y retrouve notamment Alessandro Nesta, qui était déjà son entraîneur lors de son passage à l'AC Reggiana.

### En sélection
Alessandro Bianco représente l'Italie en sélection. Il commence avec les moins de 18 ans, équipe avec laquelle il ne joue qu'un match, le 12 février 2020, contre la France (défaite 2-1 des Italiens).
Alessandro Bianco joue son premier match avec l'équipe d'Italie espoirs le 16 novembre 2022, contre Saint-Marin. Il entre en jeu et marque son premier but, participant à la victoire de son équipe, qui s'impose par sept buts à zéro.